# Alla Älskar Sambo
Alla Älskar Sambo är Sabos första egna EP. Den släpptes den 31 oktober 2007.

## Spårlista
| Spår | Titel                | Medverkande Gäst/er    | Längd |
| ---- | -------------------- | ---------------------- | ----- |
| 01   | Intro                |                        | 01:19 |
| 02   | Din Göt              | Aleks, Fille och Gurmo | 03:23 |
| 03   | Heyeyeyey            |                        | 03:01 |
| 04   | Precis Sån Mode      |                        | 03:34 |
| 05   | Ett Slag             | Aleks och Fille        | 04:17 |
| 06   | Hela Natten Lång     | HighWon                | 03:46 |
| 07   | Dom Kallar Mig Sambo |                        | 03:52 |